# Monte Alto, Villa de Allende
Monte Alto är en ort i Mexiko.   Den ligger i kommunen Villa de Allende och delstaten Mexiko, i den södra delen av landet, 100 km väster om huvudstaden Mexico City. Monte Alto ligger 2 678 meter över havet och antalet invånare är 142.
Terrängen runt Monte Alto är lite kuperad. Runt Monte Alto är det ganska tätbefolkat, med 124 invånare per kvadratkilometer. Närmaste större samhälle är Ixtapan del Oro, 19,5 km sydväst om Monte Alto. I omgivningarna runt Monte Alto växer huvudsakligen savannskog.